# Cinachyrella clavigera
Cinachyrella clavigera är en svampdjursart som först beskrevs av Jörn Hentschel 1912.  Cinachyrella clavigera ingår i släktet Cinachyrella och familjen Tetillidae. Inga underarter finns listade i Catalogue of Life.